# Vampire Chronicle for Matching Service
Vampire Chronicle for Matching Service is een computerspel voor het platform Sega Dreamcast. Het spel werd uitgebracht in 2000. 